# Mandala-stadion
Het Mandala-stadion is een multifunctioneel (voetbal)stadion in Jayapura, Papoea, Indonesië. Het stadion wordt vooral gebruikt voor voetbalwedstrijden.
Het stadion heeft een capaciteit van 30.000 en dit wordt momenteel uitgebreid tot 50.000.